# Gracias a la vida (album)
A Gracias a la Vida (alcím: Joan Baez canta en español ) Joan Baez 1974-es albuma.
Az album dalai spanyolul hangzanak el, egy kivétellel (ez katalánul). Joan Baez egy ízben úgy nyilatkozott, hogy ez részben politikai üzenet volt az Augusto Pinochet diktatúrájától szenvedő chilei népnek, különösképp Salvador Allende halálára reagálva. Baez gyakran bírálta az Egyesült Államok Latin-Amerikára vonatkozó külpolitikáját, és kiállt ezen térségek lakossága polgári jogai érdekében. A dalok közé Victor Jara chilei muzsikus dalát is beválasztotta, akit 1973-ban megkínoztak és megöltek. A címadó dal szerzője Violeta Parra, aki egy depressziós időszakában öngyilkos lett.
A lemez egyik dalát (Dida) felvette a következő albumára (Diamonds & Rust) is. A lemezen szereplő dalok Latin-Amerikának csaknem valamennyi országát képviselik. Az Egyesült Államokban közepes érdeklődést váltott ki, de óriási sikere volt Latin-Amerikában.
A lemezt apjának ajánlotta: „Apámnak, aki nekem latin nevet és annyi optimizmust adott, amennyit csak az élettől kaphatok”. A szöveg a lemezen két nyelven is szerepel, spanyolul és angolul.
Ezek a dalok lényegüket tekintve egyszerűen a hétköznapi életet tükrözik. Azok az emberek, akik diktatúrában élnek, nem dalolhatnak szabadon, számukra minden egyes szó félreérthető, mögöttes tartalmat rejt. Ehhez elég csak annyit tudni, ha a költő, vagy a dalszerző börtönben hunyt el (Miguel Hernandez), vagy fegyveresek végeztek vele (mint Victor Jara chilei dalszerző, aki ismeretlen körülmények közt tűnt el 1973 szeptember 13 és 17 között). Violeta Parra halála körül is bizonytalanság érződik. Hivatalosan szerelmi bánatában lett öngyilkos, de a diktatúra körülményei között az ilyesmit az emberek felfokozott figyelemmel értékelik.
Maga a mariachi műfaj a francia mariage (házasság) szóból ered, tehát eredetileg lakodalmi muzsika volt. A mexikói dalokat 3/4-es ütemben adják elő. Ez jelentősen különbözik az európai 3/4-es zenétől. Egyes dalok jellegzetes mexikói 6/8-os ütemben hangzanak el.

## Dalok
1. "Gracias a la Vida" (Violeta Parra)[jegyzet 1]
2. "Llego Con Tres Heridas" (Miguel Hernández költeménye alapján, Joan Manuel Serrat zenéjével)
3. "La Llorona" (népgyűjtés)[jegyzet 2]
4. "El Preso Número Nueve" (Roberto Cantoral Garcia) [jegyzet 3]
5. "Guantanamera" (José Martí, Hector Angulo feldolgozása, Pete Seeger)[jegyzet 4]
6. "Te Recuerdo Amanda" (Víctor Jara)[jegyzet 5]
7. "Dida" (Joan Baez), Joni Mitchell közreműködésével[jegyzet 6]
8. "Cucurrucucú Paloma" (Tomas Méndez Sosa) [jegyzet 7]
9. "Paso Río" (népgyűjtés)[jegyzet 8]
10. "El Rossinyol" (katalán altatódal)[jegyzet 9]
11. "De colores" (népgyűjtés)[jegyzet 10]
12. "Las Madres Cansadas" (Joan Baez)[jegyzet 11]
13. "No Nos Moverán" (népgyűjtés)[jegyzet 12]
14. "Esquinazo Del Guerrillero" (Fernando Alegría – Rolandó Alarcón)[jegyzet 13]

## Közreműködők
- Joan Baez – akusztikus és klasszikus gitár, ének
- Sally Stevens – akusztikus és klasszikus gitár
- Jim Hughart – basszusgitár, mexikói gitár
- Edgar Lustgarten – cselló
- Lalo Lindgron – hárfa, harmonika
- Milt Holland – ütősök
- Mariachi Uclatlán együttes[jegyzet 14] – vonósok, fúvósok
- Las Madres Cansadas (Jackie Ward, Sally Stevens, Andra Willis) – énekkíséret

## Külső hivatkozások
- Gracias a la Vida dalszöveg
- El preso numero nueve dalszöveg